# 武市好古
武市 好古（たけいち よしふる、1935年3月20日 - 1992年8月6日）は、日本の評論家・演出家。日本文芸家協会、日本アカデミー賞協会、日本音楽執筆者協議会、各会員。 

## 人物
徳島県徳島市出身。明治大学を中退。1956年- 1961年の間、劇団四季演出部に在籍した。1969年に渡米して、ラスベガスでショービジネスの演出に従事する。1967年に帰国し、フリーの演出家としてステージの演出および記録映画の監督をつとめる。
また、映画評論、競馬評論、音楽評論、エッセイ、翻訳など大衆文化をテーマに幅広く文筆活動を行う。

## 受賞
- 東京都教育委員会教育映画金賞「ふたりのロッテ」[2]

## 映画作品
- 寄席の人々（1959年）
- ふたりのロッテ（1972年）
- A Bridge to Understanding（1979年）

## 著書

### 単著
- 『ぼくの遊びはヒップ・ステップ・キャンプ』九芸出版、1978年
- 『ジャズを読めば : 人生はエンタテインメント』サイマル出版会、1982年
- 『ぼくのジャズ・ヒット・エンド・ラン』音楽之友社、1986年
- 『昔の映画をビデオで見れば』新潮社、1990年
- 『アート・ブレイキーに競馬が好きかと訊ねたら : Just wild about racing』作品社、1992年
- 『映画を見るたびにぼくは少年に戻って行く : マイ・ティージング・ハート』話の特集、1992年

### 編著
- 『タモリ』福武書店（「ぴーぷる最前線」）、1983年
- 『ウディ・アレンの時代』（責任編集）芳賀書店《シネアルバム》No.122、1987年
- 『競馬を読めば : ブックレヴューエッセイ』中央競馬ピーアール・センター、1990年

### 訳書
- ジャック・シフマン『黒人ばかりのアポロ劇場』スイング・ジャーナル社、1973年
- J.C.トーマス『コルトレーンの生涯』スイング・ジャーナル社、1975年。 のち学研M文庫
- ボブ・トーマス『アステア : ザ・ダンサー』新潮社、1989年